# Zwarte Zondag
Zwarte Zondag is de bijnaam voor de Belgische federale parlementsverkiezingen van 24 november 1991, waarbij de extreemrechtse partij Vlaams Blok de verkiezingen won ten koste van de regeringspartijen in de regering-Martens IX.
In vergelijking met de verkiezingen van 1987 steeg de partij van kopstukken Filip Dewinter en Gerolf Annemans in de Kamer van volksvertegenwoordigers van twee naar twaalf zetels en in de Senaat van één naar vijf zetels. Hoewel de partij nationaal 'slechts' 6,6 procent van de stemmen haalde (+4,7 procentpunt), werd ze bijvoorbeeld wel de grootste in het kiesarrondissement Antwerpen met 20,68 procent.
De federale verkiezingen van 1991 zouden leiden tot het einde van het premierschap van Wilfried Martens en ook tot het cordon sanitaire, de afspraak tussen politieke partijen om niet met het Vlaams Blok en opvolger Vlaams Belang samen te werken.